# Syrovín
Syrovín (en allemand : Sirowin) est une commune du district de Hodonín, dans la région de Moravie-du-Sud, en République tchèque. Sa population s'élevait à 353 habitants en 2020.

## Géographie
Syrovín se trouve à 6 km au nord de Bzenec, à 18 km à l'ouest-sud-ouest d'Uherské Hradiště, à 22 km au nord-nord-ouest de Hodonín, à 52 km à l'est-sud-est de Brno et à 236 km au sud-est de Prague.
La commune est limitée par Hostějov au nord, par Újezdec au nord-est, par Ořechov à l'est, par Domanín au sud-est, par Těmice au sud et par Žeravice à l'ouest.

## Histoire
La première mention écrite du village date de 1371.